# Порубка (округ Гуменне)
Порубка (словац. Porúbka) — село в Словаччині, Гуменському окрузі Пряшівського краю. Розташоване в східній частині Словаччини, на межі Вигорлату та Гуменських гір в долині потока Птава.
Уперше згадується у 1451 році.

## Пам'ятки
У селі є греко-католицька церква Різдва Пресвятої Богородиці з початку 19 століття в стилі бароко-класицизму.

## Населення
| Рік:            | 1993 | 2003    | 2013    | 2023    |
| --------------- | ---- | ------- | ------- | ------- |
| Кількість осіб: | 262  | 278     | 271     | 268     |
| Різниця:        |      | +6,10 % | -2,51 % | -1,10 % |

| Рік:            | 2022 | 2023    |
| --------------- | ---- | ------- |
| Кількість осіб: | 264  | 268     |
| Різниця:        |      | +1,51 % |

У селі проживає 271 особа.